# Femminismo in Francia

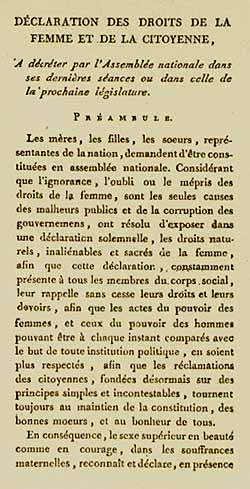
Prima pagina della Dichiarazione dei diritti della donna e della cittadina.

Il femminismo in Francia ha le sue origini nella rivoluzione francese. Alcuni personaggi famosi sono emersi durante la Comune di Parigi (1871), tra cui Louise Michel e Élisabeth Dmitrieff (di origini russe) o Renée Vivien (nata nel 1877).

## Prima ondata femminista

### La rivoluzione francese
Nel novembre 1789, proprio agli inizi della rivoluzione, la Petizione delle donne all'Assemblea Nazionale fu inviata, pur se non discussa. Anche se i vari movimenti femministi emersero proprio durante gli eventi rivoluzionari, la maggior parte dei politici seguirono le teorie del filosofo Jean-Jacques Rousseau così come vengono delineate nel suo Emilio o dell'educazione (1762), che limita le donne ai loro ruoli tradizionali di madri e spose. Il marchese Nicolas de Condorcet fu una notevole eccezione, sostenendo la parità di diritti per entrambi i sessi.
La Société fraternelle des patriotes de l'un et l'autre sexe (Società fraterna dei patrioti di entrambi i sessi) fu fondata nel 1790 da Claude Dansart, includendovi individui di spicco come Etta Palm d'Aelders, Jacques-René Hébert, Louise-Félicité Guynement de Kéralio, Pauline Léon, Théroigne de Méricourt, madame Marie-Jeanne Roland de la Platière, Teresa Cabarrus e Antoine Merlin de Thionville.
L'anno successivo Olympe de Gouges fece pubblicare la Dichiarazione dei diritti della donna e della cittadina; questa era una lettera indirizzata alla regina Maria Antonietta che chiedeva azioni a favore dei diritti delle donne. Gouges fu ghigliottinata due anni dopo, durante i giorni delle esecuzioni dei girondini.
Nel febbraio 1793 Pauline Léon e Claire Lacombe l'esclusivamente femminile Società delle repubblicane rivoluzionarie la quale vantò duecento membri; visto dallo storico Daniel Guérin come una sorta di "sezione femminista degli Enragés". La società partecipò attivamente alla caduta dei girondini e Lacombe la sostenne distribuendo armi alle donne. Venne tuttavia messa fuorilegge dal governo rivoluzionario l'anno seguente.

### Dalla Restaurazione alla Seconda Repubblica

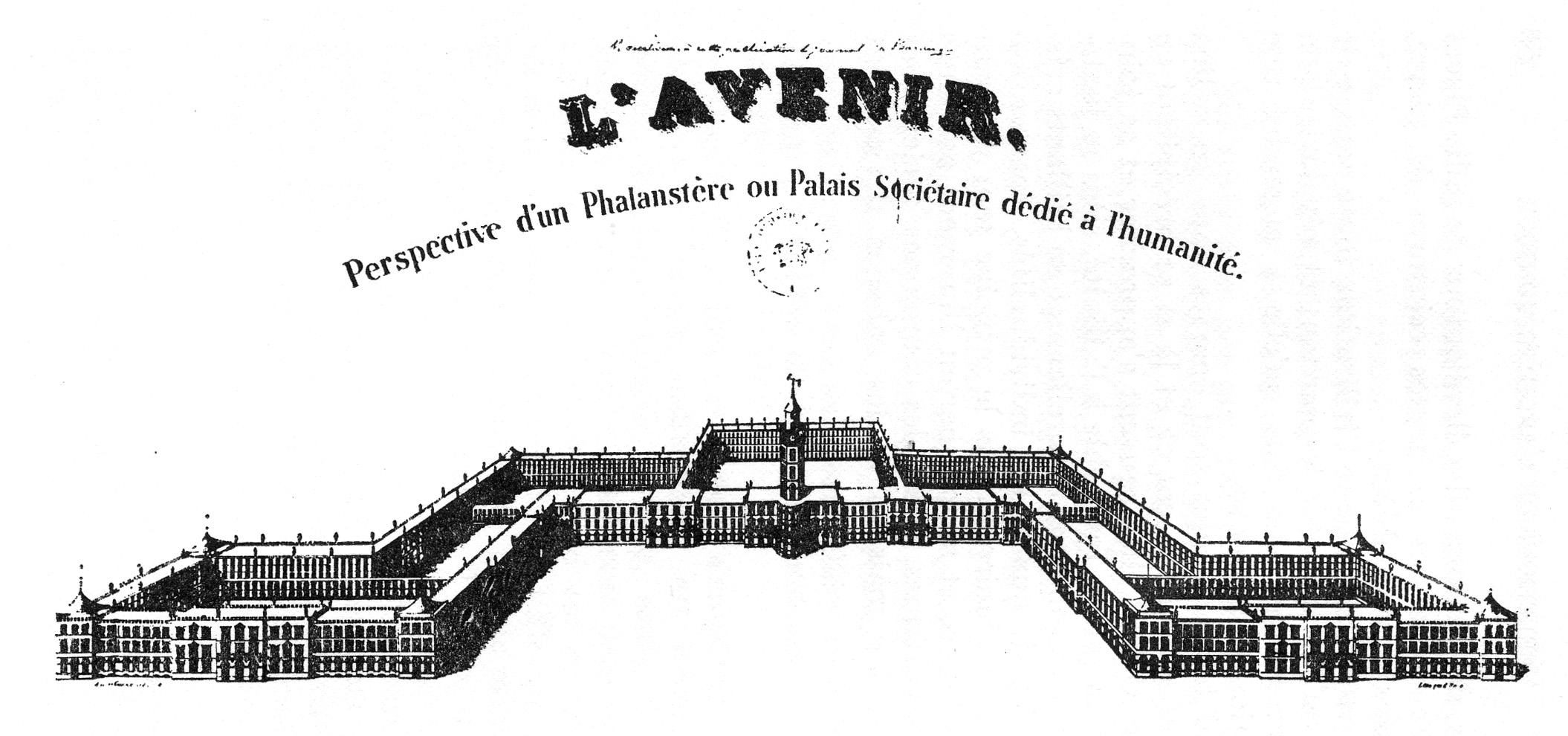
Vista prospettica della zona urbana del falansterio di Charles Fourier.

Il movimento femminista si espanse e rinnovò all'interno dei movimenti socialisti della generazione romantica, in particolare a Parigi nel Sansimonismo fondato da Henri de Saint-Simon. Le donne cominciarono ad adottare liberamente nuovi stili di vita, incitando lo sdegno nell'opinione pubblica. Esse sostennero l'uguaglianza sociale nei diritti e parteciparono abbondantemente all'attività letteraria, come ad esempio Claire Démar col suo Appel au peuple sur l'affranchissement de la femme (1833), un opuscolo femminista.
D'altra parte le teorie del socialismo utopistico nei riguardi delle passioni, così come vengono espresse da Charles Fourier, arrivavano a sostenere il libero amore. Il modello architettonico del Falansterio per la comunità da lui immaginata prende esplicitamente in considerazione l'emancipazione delle donne.
La restaurazione francese da parte dei Borboni ristabilì il divieto di divorzio nel 1816. Quando la Monarchia di luglio limitò i diritti politici della maggioranza della popolazione la lotta femminista si ricongiunse a quella repubblicana e socialista per una "Repubblica democratica e sociale", il che condusse alla Rivoluzione francese del 1848 e la proclamazione della Seconda Repubblica francese.
I moti del 1848 divennero anche l'occasione per un'espressione pubblica del movimento femminista, il quale si organizzò in varie associazioni. L'attività politica espressa dalle donne portò molte di loro alla proscrizione in quanto Forty-Eighters nel corso degli anni seguenti.

### La Comune e l'unione delle donne
Alcune donne si organizzarono in un vero e proprio movimento femminista durante la Comune di Parigi (1871), facendo così seguito ai precedenti tentativi del 1789 e del 1848. Nathalie Lemel, una rilegatrice socialista assieme ad Élisabeth Dmitrieff, una giovane esule nonché membro della sezione russa dell'Associazione Internazionale dei Lavoratori crearono l'Union des femmes pour la défense de Paris et les soins aux blessés in data 11 aprile 1871.
La scrittrice femminista André Léo, un'amica di Paule Mink, fu anche attiva nell'"Unione delle donne". L'associazione chiedeva la parità di genere, la parità salariale, il diritto di divorzio e il diritto ad una forma di educazione laica e professionale per le ragazze. Chiesero anche la soppressione della distinzione tra donne sposate e "concubine", tra figli legittimi e naturali, l'abolizione della prostituzione con la chiusura della case di tolleranza o bordelli ufficiali legali.
L'Unione delle donne partecipò inoltre a diverse commissioni comunali e organizzò cooperative di lavoro e vendita. Insieme con Eugène Varlin e Nathalie Le Mel fondò il ristorante-cooperativa La Marmite, che serviva cibo gratuito per indigenti e poi combatté durante la settimana di sangue sulle barricate. D'altra parte Paule Mink aprì una scuola libera all'interno della Chiesa di Saint-Pierre-de-Montmartre e animò il Club Saint-Sulpice sulla riva sinistra della Senna.
La russa Anna Jaclard, che rifiutò di sposare Fëdor Dostoevskij, divenne infine la moglie dell'attivista del Blanquismo (dal nome di Auguste Blanqui) Victor Jaclard, fondando con André Léo il quotidiano "La Sociale"; era inoltre uno dei membri del Comité de vigilance de Montmartre (insieme a Louise Michel e Paule Mink), nonché della sezione russa della Prima Internazionale. Victorine Brocher, vicina agli attivisti e fondatrice di una panetteria cooperativa nel 1867, combatté anche durante la Comune e la Settimana di sangue.
Personaggi come Louise Michel, la "Vergine rossa di Montmartre", che aderì alla Guardia nazionale francese e che in seguito sarebbe stata inviata in Nuova Caledonia, simboleggiano la partecipazione attiva di un numero minoritario di donne negli eventi insurrezionali. Un battaglione femminile della Guardia Nazionale difese Place Blanche durante la repressione.

### Le suffragette

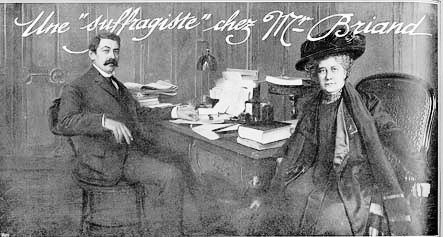
Jeanne Schmahl in visita dal premier francese Aristide Briand nel 1909.

Nel 1909 la nobildonna francese e femminista Jeanne Schmahl fondò l'Union française pour le suffrage des femmes, sostenendo il diritto di voto per le donne francesi.
Nonostante il verificarsi di alcuni cambiamenti culturali successivi alla prima guerra mondiale, che aveva portato le donne a sostituire i lavoratori di sesso maschile che erano andati al fronte, conosciuti come Années folles, la loro esuberanza si è limitata ad un piccolo gruppo elitario di sesso femminile. Il narratore Victor Margueritte in La Garçonne (1922) raffigurante una donna oramai emancipata, venne inteso come scandaloso e facendogli anche perdere la Legion d'onore.
Nel corso della Terza Repubblica francese il movimento delle suffragette sostenne strenuamente la concessione del diritto di voto alle donne, ma non insistette altrettanto sull'accesso femminile agli uffici legislativi ed esecutivi. Le suffragette tuttavia hanno fatto onorare le conquiste delle donne straniere al potere, portando all'attenzione dei legislatori (ed influenzandoli) quanto riguardava la questione dell'alcol (con il proibizionismo negli Stati Uniti d'America), la regolamentazione della prostituzione e la protezione dei diritti dei bambini.
Nonostante questa campagna ed il nuovo ruolo delle donne a seguito della Grande Guerra, la Terza Repubblica rifiutò loro di concedere il diritto di voto, soprattutto a causa della paura dell'influenza che poteva avere il clericalismo tra di loro, riecheggiando in questo il voto conservatore delle zone rurali per Napoleone III durante la Seconda Repubblica.
Dopo la vittoria nel 1936 del Fronte Popolare, anche se aveva difeso il diritto di voto per le donne (una proposizione inclusa nel programma della Sezione Francese dell'Internazionale Operaia a partire dal 1906) il primo ministro di sinistra Léon Blum non fece attuare il provvedimento, preso dalla paura nei confronti del Partito Radicale.
Le donne ottennero il diritto di voto solo dopo che il Governo provvisorio della Repubblica francese confermò il 5 ottobre 1944 l'ordinanza del 21 aprile precedente del Comitato francese di Liberazione nazionale. A seguito delle elezioni del novembre 1946, le prime a cui è stato consentito alle donne di votare, lo studioso di sociologia Robert Verdier smentì qualsiasi divario di genere nella votazione: nel maggio 1947 la redazione di Le Populaire volle dimostrare che le donne non votano in modo coerente bensì dividendosi, come fanno gli uomini, a seconda delle classi sociali.

## Seconda ondata femminista

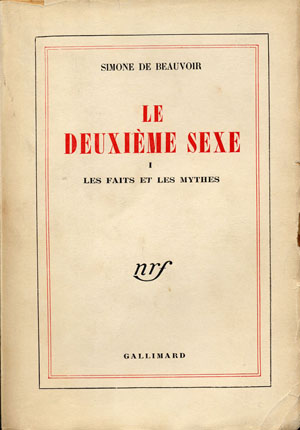
La copertina de Il secondo sesso di Simone de Beauvoir.

### Secondo dopoguerra
Durante il periodo del Baby boom il femminismo è diventato un movimento minore, nonostante precursori come Simone de Beauvoir, che pubblicò Il secondo sesso nel 1949.
Il secondo sesso è una dettagliata analisi sull'oppressione subita dalle donne e un tratto fondante del femminismo contemporaneo. Si definisce come un esistenzialismo femminista che prescrive una rivoluzione morale; in quanto esistenzialista de Beauvoir ha accettato il precetto di Jean-Paul Sartre che l'esistenza precede l'essenza, da cui "non si nasce donna, ma si diventa".
La sua analisi si concentra sulla costruzione sociale della donna come "l'Altro", de Beauvoir la identifica come fondamentale per l'oppressione delle donne; lei sostiene che le donne sono state storicamente considerate devianti e anormali, affermando che sostanzialmente anche Mary Wollstonecraft considerava gli uomini come essere l'ideale verso cui le donne dovrebbero aspirare. De Beauvoir sostiene invece che per far crescer e andare avanti il femminismo è necessario che quest'atteggiamento venga messo da parte.

### Il Maggio francese e le sue conseguenze
Il secondo sesso ha una grande influenza e, insieme al Women's Liberation Movement anglo-sassone comincia ad influenzare diversi gruppi femministi che si formano alla fine degli anni 1960.
Un forte movimento femminista si concretizzò solamente all'indomani del Maggio francese (1968) con la creazione del "Mouvement de Libération des femmes" (MLF), presumibilmente fondato da Antoinette Fouque, Monique Wittig e Josiane Chanel nel 1970, anche se la data e le modalità della sua creazione sono controverse. Il nome stesso venne dato dalla stampa in riferimento al movimento Lib delle donne statunitensi. Generalmente, è ritenuta come azione fondatrice il 26 agosto 1970, quando un gruppo di donne, tra quelle Christine Delphy, Monique Wittig e Christiane Rochefort, cercano di deporre una corona di fiori sotto l'Arco di Trionfo in omaggio alla moglie del Milite Ignoto.
Nella cornice dei cambiamenti culturali e sociali che si verificarono durante la Quinta Repubblica sostennero il diritto di autonomia dai propri mariti, il diritto alla contraccezione e all'aborto.
Nel 1971, su iniziativa dei giornalisti Jean Moreau e Nicole Muchnik, Simone de Beauvoir scrive il manifesto delle 343. Questa petizione, firmata da 343 donne che hanno abortito, esponendosi all'epoca a un'azione penale, è apparsa su Le Nouvel Observateur il 5 aprile, e rivendica il diritto all'aborto libero. Diventa popolare sotto il nome di "Manifesto delle 343 puttane" dopo la vignetta di Cabu su una rivista satirica con la didascalia che diceva: "Chi ha messo incinta le 343 puttane?". In seguito, l'avvocatessa femminista Gisèle Halimi fondò il gruppo Choisir (Scegliere) per proteggere le donne che avevano firmato. Le donne cominciarono ad ammettere di aver compiuto aborti illegali, quindi esponendosi ad azioni giudiziarie e a pene detentive. Nel 1972 Choisir si trasformò in un movimento chiaramente riformista ed influenzarono fortemente la campagna per l'approvazione della legge che consente l'aborto (Legge Veil) e la contraccezione realizzata anche attraverso l'opera e l'appoggio di Simone Veil nel 1975. L'atto fu al momento molto contestato dallo stesso partito di appartenenza di Veil, l'Unione per la Democrazia Francese.

Diverse militante del MLF, sotto l'impulso di Françoise d'Eaubonne, parteciparono alla nascita del Front Homosexuel d'Action Révolutionnaire (FHAR) (Fronte Omosessuale d'Azione Rivoluzionaria) nel marzo 1971, seguito dalle Gouines Rouges (Lelle Rosse).

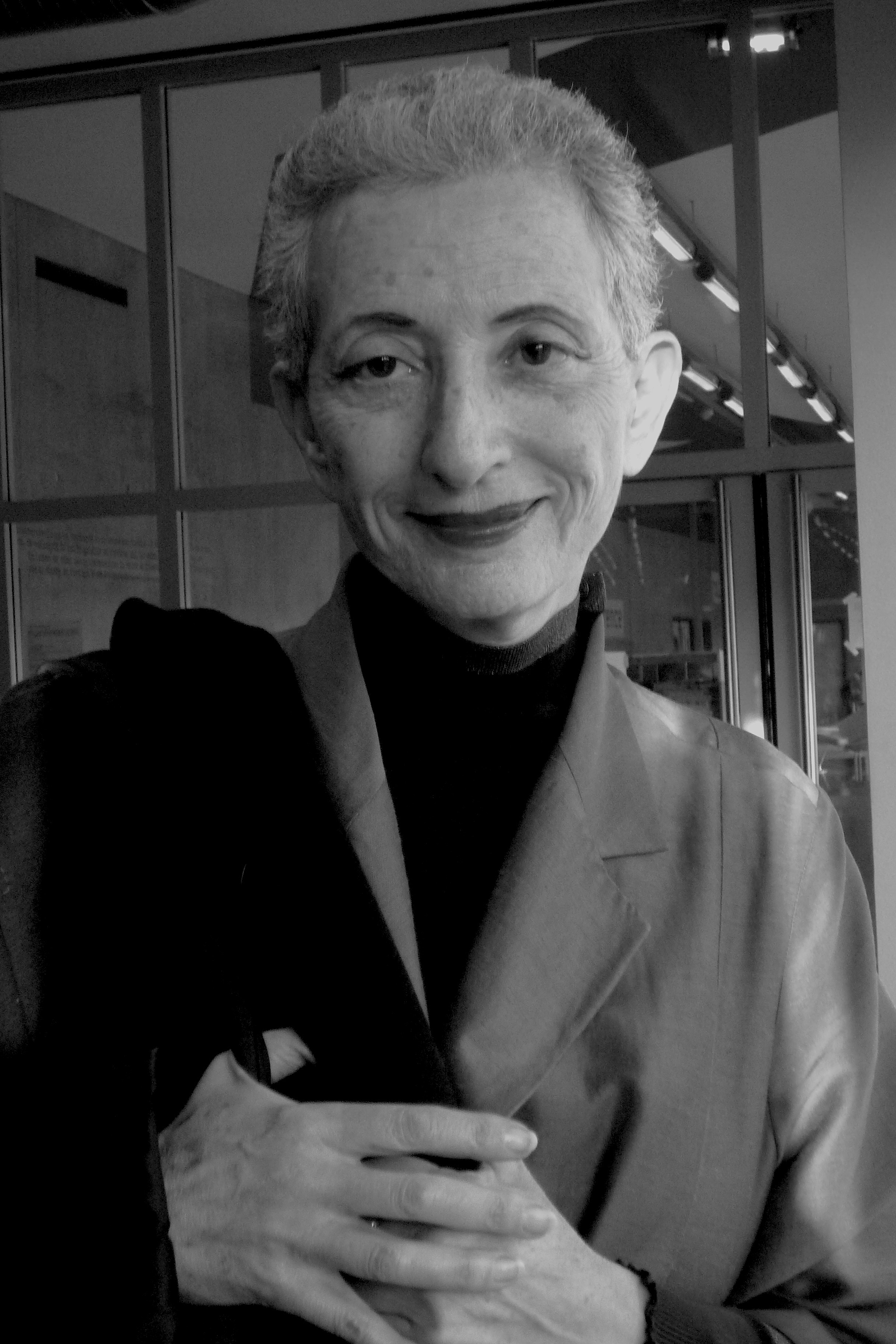
Hélène Cixous, teorica della scrittura femminista.

Accanto alle organizzazioni femministe francesi, le donne immigrate o esiliate dall'America del Sud, dall'Africa subsahariana o dal Maghreb hanno creato numerose associazioni locali in Francia negli anni '70 e '80, concentrandosi su temi simili ma con caratteristiche specifiche legate al loro paese o regione d'origine, soprattutto dal punto di vista politico, culturale e sociale.

### Mouvement de Libération des Femmes
Il Mouvement de Libération des Femmes (MLF) si divide in diverse tendenze.

#### Tendenza marxista
La tendenza "Lotta di classe/Lotta delle donne" cerca di collegare l'analisi di classe e la domanda femminista, e sostiene una doppia militanza: nel MLF per le questioni femminili, nelle organizzazioni politiche di sinistra per la "politica generale", avendo analizzato che c'è un legame importante tra queste lotte anche se ci può essere un confronto sulla questione specifica delle donne. Questa politica fu originariamente difesa dal circolo Elisabeth Dimitriev, che si impegnò nel MLF dall'inizio del 1970 per un movimento autonomo e non misto e nella campagna del manifesto delle 343 per la contraccezione e l'aborto.

#### Tendenza femminista
La tendenza femminista si divide in femministe radicale e femministe riformiste. Per le radicali come Monique Wittig, si tratta di accedere al lesbismo e di abolire il termine oppressivo di "donna": all'orizzonte c'è il "genere" e quello che sarà chiamato "queer". Christine Delphy, per la quale le donne costituiscono una classe definita dall'obbligo di "fornire servizi domestici gratuiti", sostiene la presa del potere dalle donne al fine di raggiungere "la distruzione totale del sistema di produzione e riproduzione". L'orientamento riformista è incarnato dalla Lega dei diritti della donna, presieduta da Simone de Beauvoir, e da diversi gruppi di sostegno alle donne (come SOS Femmes violées).

#### Tendenza psychanalitica
Il collettivo "Psychanalyse et Politique" (spesso abbreviato in Psych et Po), sviluppatosi intorno ad Antoinette Fouque, si presenta come "una tendenza politica del movimento" nel suo manifesto "D'une tendance" e propone un'articolazione dell'inconscio e della storia che ha fatto la specificità di una parte del movimento francese. Antoinette Fouque vuole "far emergere il soggetto femminile" ed eliminare, contro il dogma freudiano e la sua libido fallica, un'altra libido che chiamerà presto "libido 2" o "libido uterina". Questa tendenza del MLF, finanziata dall'attivista e mecenate Sylvina Boissonnas, è all'origine delle Editions des femmes (1973), della rivista Des femmes en mouvements (1977-1982) e delle "librerie delle donne" di Parigi (1974-1999), Marsiglia (1976-1989) e Lione (1977-1988).

#### Tendenza ecologista
Il gruppo Ecologie et Féminisme, guidato dal 1972 da Françoise d'Eaubonne, difende l'idea che l'ecologia, "una scienza che studia le relazioni tra gli esseri viventi e l'ambiente fisico in cui si evolvono, include, per definizione, la relazione tra i sessi e la natalità che ne deriva". Nel 1974 Françoise d'Eaubonne coniò il termine ecofemminismo.

### Femminismo materialista
Una parte del femminismo radicale, il femminismo materialista, nato intorno alla rivista Questions féministes, utilizza il vocabolario concettuale del marxismo ma opera una critica dell'ortodossia marxista. Le sue principale esponente sono Christine Delphy, Monique Wittig, Colette Guillaumin Nicole-Claude Mathieu e Paola Tabet.
Per questa corrente profondamente anti-essenzialista, l'origine del patriarcato non deve innanzitutto essere ricercata in nessuna natura specifica della donna, sia essa biologica o psicologica, ma nell'organizzazione della società. Le femministe materialiste si sono quindi concentrate sull'analisi delle "relazioni sessuali" (cioè il genere) come una relazione tra classi sociali antagoniste (la classe degli uomini e la classe delle donne), e non tra gruppi biologici. La prospettiva politica che ne deriva è dunque rivoluzionaria, perché la lotta delle classi di sesso deve portare alla scomparsa di queste classi e quindi del genere.
Per Christine Delphy, l'oppressione patriarcale si basa principalmente sull'estorsione del lavoro domestico delle donne da parte degli uomini all'interno della casa. Questo è sfruttamento nel senso marxista del termine: appropriazione della forza lavoro del subordinato da parte del dominante. Esiste quindi un modo di produzione patriarcale distinto dal modo di produzione capitalista, anche se i due sono intrecciati nelle società contemporanee. Le funzioni subalterne dell'apparato di produzione capitalista sono infatti occupate preferibilmente dalle donne.
Per Colette Guillaumin, le relazioni di genere vanno oltre il semplice sfruttamento della forza lavoro, si basano sull'appropriazione fisica del corpo delle donne da parte degli uomini. In questo senso, la situazione delle donne è più vicina a quella della gleba e dello schiavo che a quella del proletariato. In riferimento alla servitù della gleba e alla schiavitù, chiama quindi questo sistema sexage.
Sulla base della premessa delle analisi di Delphy e Guillaumin, Monique Wittig definisce le lesbiche come disertori della loro classe sessuale, nello stesso modo in cui lo erano gli schiavi cimarroni sfuggendo alla schiavitù. Conclude che le lesbiche non sono donne e che la liberazione delle donne può essere raggiunta solo attraverso la distruzione dell'eterosessualità come sistema sociale che produce il corpo di dottrine sulla differenza di genere che giustifica la loro oppressione.

### Femminismo postmoderno
Nel corso degli anni '70 alcune teoriche femministe francesi si avvicinarono al femminismo con il concetto di "scrittura femminile" (Écriture féminine). Hélène Cixous sostenne che la letteratura e la filosofia erano sempre state essenzialmente fallocentriche e insieme ad altre femministe francesi come Luce Irigaray sottolinearono che "la scrittura del corpo" fosse un esercizio sovversivo. Il lavoro della psicoanalista e filosofa femminista Julia Kristeva influenzò la teoria femminista in generale e la critica letteraria femminista in particolare. Dal 1980 in poi il lavoro dell'artista e psicoanalista Bracha Ettinger influenzò la critica letteraria, sia lo studio della storia dell'arte e la filosofia del cinema.
Nel mondo di lingua inglese, questo corrente è chiamato "femminismo francese". Il termine fu creato da Alice Jardine per descrivere una corrente del femminismo postmoderno. In seguito, il termine fu redefinito dall'academica Toril Moi, includendo specificamente Cixous, Irigaray e Kristeva. La teoria femminista francese, rispetto alla sua corrispettiva in lingua inglese, si distingue per un approccio che è più filosofico e letterario. I suoi scritti tendono ad essere espansivi e metaforici oltre che meno preoccupati della dottrina politica e generalmente concentrati sulle teorie del "corpo". Il termine include anche gli scrittori che non sono francesi, ma che hanno lavorato sostanzialmente in Francia e seguito la tradizione francese, come Julia Kristeva e Bracha Ettinger.

### Antropologia femminista
L'antropologia femminista è rappresentata in particolare da Françoise Héritier, Nicole Claude-Mathieu e Paola Tabet, quest'ultima di nazionalità italiana ma considerata legata al femminismo francese. Per Françoise Héritier, il maschile è considerato superiore al femminile in tutte le società umane e da sempre, un concetto che lei chiama "valenza differenziale di genere". La sua origine proverrebbe dalla volontà degli uomini di controllare la capacità riproduttiva delle donne. Per Paola Tabet, la base materiale dell'oppressione femminile si trova nell'esclusione delle donne da strumenti e armi complesse. Tabet sviluppa il concetto di scambio economico-sessuale: in un contesto di dominazione maschile, i rapporti sessuali sono asimmetrici. Le donne scambiano rapporti sessuali non contro sesso ma contro un pagamento (principalmente economico ma anche in capitale simbolico o sociale). In questo contesto, prostituzione è il nome dato agli scambi economico-sessuali considerati illegittimi.

### Evoluzione giuridiche
Le donne sposate francesi ottennero il diritto al lavoro senza il consenso del marito nel 1965.
L'autorità paterna di un uomo sopra la sua famiglia in Francia è terminata nel 1970 (in precedenza le responsabilità genitoriali appartenevano esclusivamente al padre che compiva tutte le scelte legali riguardanti i figli).
Il diritto all'aborto è consentito nel 1975.
Una nuova riforma si attuò in Francia nel 1985 abolendo la clausola che voleva il padre come unico detentore dell'amministrazione delle proprietà dei figli.

## Terza ondata femminista
Nel 1999 Florence Montreynaud fondò l'Organizzazione non governativa Les Chiennes de garde.
Nei primi anni 2000 alcuni gruppi femministi come Ni putes ni soumises (Né puttane né sottomesse) ha denunciato un aumento dell'influenza dell'Islam radicale nei sobborghi poveri con un grande numero di popolazione immigrata, sostenendo che si facevano pressioni alle donne perché indossassero il velo, lasciassero la scuola e si sposassero presto.
D'altra parte una terza ondata femminista del movimento è sorta proprio in questi anni, combinando le questioni del razzismo e del sessismo, per protestare contro la strumentalizzazione dell'islamofobia da parte delle frange femministe della destra francese.
In seguito le attiviste Ni putes ni soumises sono state ricevute dal primo ministro Jean-Pierre Raffarin ed il loro messaggio incorporato nelle celebrazioni ufficiali della Festa nazionale francese del 2003 svoltesi a Parigi; diverse autrici della sinistra politica (Sylvie Tissot, Elsa Dorlin, Étienne Balibar, Houria Bouteldja) nonché Organizzazioni non governative come Les Blédardes (guidata da Bouteldja) hanno criticato la stigmatizzazione razzista degli immigrati, le cui culture vengono raffigurate come intrinsecamente sessiste.
Esse sottolineano che il sessismo non è una specificità delle popolazioni immigrate, come se la cultura francese ne fosse del tutto indenne, e che l'attenzione dei mass media che si concentra ed è rivolta sugli atti violenti (come ad esempio l'uccisione col fuoco di Sohane Benziane) finisca col silenziare la precarizzazione delle donne.
Esse inquadrano il dibattito principalmente con la sinistra francese, relativamente alla legge del 2004 sulla laicità e il divieto di portare simboli religiosi nelle scuole mira fondamentalmente al Hijab, e lo mette sotto una nuova luce.
Esse hanno inoltre sostenuto che Ni putes ni soumises  ha finito con l'oscurare il lavoro di altre ONG femministe. Dopo la nomina del suo leader Fadela Amara al governo di Nicolas Sarkozy S. Tissot ha denunciato la presenza di un "femminismo di stato" (una strumentalizzazione del femminismo da parte delle autorità statali) mentre Bouteldja ha qualificato l'ONG come apparato ideologico di stato.
Nel gennaio 2007 il collettivo di Féministes indigènes ha lanciato un manifesto in onore di La Mulâtresse Solitude, una figura eroica che combatté a fianco di Louis Delgrès contro la reinstaurazione della schiavitù (abolita durante la rivoluzione francese) da parte di Napoleone Bonaparte. Il manifesto ha dichiarato che "il femminismo occidentale non ha avuto il monopolio della resistenza contro la dominazione maschile" ed ha sostenuto una lieve forma di separatismo femminista, rifiutando di permettere ad altri (maschi o bianchi) di parlare a loro nome.
Negli anni 2010, una divisione si cristallizzò all'interno del movimento femminista tra le tendenze universale e intersezionale, in particolare intorno alla questione del velo islamico. Le feministe universale sono rappresentate da Elisabeth Badinter, Zineb El Rhazoui o Caroline Fourest, mentre le femministe intersezionali sono rappresentate da Rokhaya Diallo, Caroline de Haas o Françoise Vergès. Tra queste ultime, alcune si rivendicano anche dell'afrofemminismo o del femminismo decoloniale.
Dal 2017 in poi, il movimento #MeToo riscontra una grande diffusione in Francia. Una declinazione francese è creata in ottobre 2017 sotto l'hastag #BalanceTonPorc, che incita specificamente a pubblicare il nome dell'agressore. Le accuse di aggressione sessuale da parte di un'attrice, come Adèle Haenel, contribuiscono al dibattito pubblico sulle violenze sessuali. I cortei del movimento #NousToutes contro la violenza di genere del 23 novembre 2018 e 2019 contano rispettivamente 80 000 e 150 000 persone.

## Difficoltà di accesso agli uffici governativi per le donne
Alcune donne giungsero a svolgere incarichi pubblici già a partire dagli anni '30, anche se mantennero sempre un basso profilo. Nel 1936 il nuovo primo ministro Léon Blum incluse tre donne nel governo del Fronte Popolare: Cécile Brunschvicg, Suzanne Lacore e Irène Joliot-Curie. L'inclusione delle donne in quel governo venne apprezzata da tutti: anche il candidato di estrema destra Xavier Vallat ebbe modo di indirizzare le sue "congratulazioni" a Blum per questa misura, mentre il quotidiano conservatore Le Temps scrisse, il 1º giugno 1936, che le donne avrebbero dovuto poter essere ministri senza alcuna precedente autorizzazione da parte dei loro mariti. Brunschvicg e Joliot-Curie erano entrambe legalmente "minorenni", in quanto donne.
Le guerre (sia la prima guerra mondiale sia la seconda guerra mondiale) avevano visto l'emancipazione provvisoria di alcune singole donne, ma con il dopoguerra si verificò il ritorno ai ruoli più conservatori. Ad esempio Lucie Aubrac, che fu attiva nella resistenza francese - un ruolo evidenziato dai miti del Gollismo - tornò a vita privata con la fine del conflitto. Trentatré donne sono state elette a seguito della Liberazione, ma nessuna di queste entrò mai al governo, mentre l'euforia conseguente alla conclusione del conflitto scemò rapidamente.
Le donne mantennero un basso profilo durante tutta la Quarta Repubblica e la Quinta Repubblica. Nel 1949 Jeanne-Paule Sicard è stata la prima donna messa a capo del personale amministrativo, ma venne chiamata segretaria di René Pleven, l'allora ministro della difesa. A Marie-France Garaud, che entrò nell'ufficio di Jean Foyer presso il ministero della Cooperazione e che sarebbe poi diventata consigliera principale del presidente Georges Pompidou insieme a Pierre Juillet, venne assegnato lo stesso titolo.
Il quotidiano di sinistra Libération, fondato nel 1973 da Jean-Paul Sartre, avrebbe raffigurato Garaud come l'ennesimo "colpo ad effetto" per una figura di sesso femminile. Tuttavia il nuovo ruolo concesso al Presidente della Repubblica francese, in regime di Repubblica semipresidenziale durante la Quinta Repubblica dopo il 1962 con il Referendum sull'elezione a suffragio universale del presidente della Repubblica francese, ha portato ad un ruolo maggiormente di spicco per la "First Lady di Francia".
Anche se la moglie di Charles de Gaulle, Yvonne de Gaulle, rimase totalmente al di fuori della sfera pubblica, l'immagine di Claude Pompidou interessò molto di più i mezzi di comunicazione di massa. La frenesia dei media nei confronti di Cécilia Attias, ex moglie dell'ex presidente Nicolas Sarkozy, e del suo ambiente avrebbe segnato il culmine di questa corrente.

### 1945-1974
Dei ventisette gabinetti di governo che si formarono durante la Quarta Repubblica, solo quattro di questi inclusero delle donne e mai più di una volta. Il membro della Sezione Francese dell'Internazionale Operaia (SFIO) Andrée Viénot, vedova di un resistente, fu nominata nel giugno 1946 dall'esponente del Cristianesimo democratico Georges Bidault, del Movimento Repubblicano Popolare, come Sottosegretario di Stato alla Gioventù e allo Sport. Tuttavia, lei rimase in carica per soli sette mesi.
La donna che in seguito finì col ricoprire cariche di governo, Germaine Poinso-Chapuis, fu ministro della salute e dell'istruzione dal 24 novembre 1947 al 19 luglio 1948 nel gabinetto di Robert Schuman. Rimase un anno in carica, il suo nome è rimasto legato ad un decreto di finanziamento dell'istruzione privata. Il decreto fu pubblicato nel Journal officiel de la République française il 22 maggio 1948 con la sua firma, ma era stato redatto in sua assenza in occasione del Consiglio dei ministri del Governo della Francia. Il Partito comunista e il Partito radicale-socialista ne chiesero l'abrogazione, e infine, il governo di Schuman fu rovesciato dopo aver perso una mozione di sfiducia sul tema. Germaine Poinso-Chapuis non proseguì con la sua carriera politica, ma anzi fu incoraggiata ad abbandonarla da Papa Pio XII.
La terza donna a ricoprire cariche di governo fu la radicale-socialista Jacqueline Thome-Patenôtre, sottosegretario nominato per la Ricostruzione e gli alloggi nel gabinetto di Maurice Bourgès-Maunoury nel 1957. Nafissa Sid Cara ha poi partecipato al governo come sottosegretario incaricato dell'Algeria francese dal 1959 fino alla fine della Guerra d'Algeria nel 1962. Marie-Madeleine Dienesch, che si era distaccata dai Cristiano-Democratici per aderire al Gollismo (nel 1966), ha occupato varie cariche di sottosegretario tra il 1968 e il 1974. Infine, Suzanne Ploux fu sottosegretario del Ministro della Pubblica Istruzione nel 1973 e il 1974. In totale solo sette donne hanno avuto accesso ad uffici governativi tra il 1946 e il 1974, e solo una come ministro. Gli storici spiegano questa rarità sottolineando il contesto specifico dei Trente Glorieuses (trent'anni gloriosi) e del baby boomer, che portò ad un rafforzamento del familismo e del patriarcato.
Anche i governi di sinistra si sono ben astenuti dal nominare delle donne: Pierre Mendès-France (consigliata in questo da Colette Baudry) non fece includere alcuna donna nel suo gabinetto, nemmeno Guy Mollet, il segretario generale della SFIO, né il centrista Antoine Pinay. Anche se l'École nationale d'administration (ENA), scuola amministrativa d'élite (da cui molti politici francesi sono usciti laureati) è diventata di genere misto nel 1945, vi furono solamente 18 donne laureate tra il 1946 e il 1956 (rispetto ai 706 uomini).
Dei primi undici governi della Quinta Repubblica, quattro non contavano alcuna donna. Nel mese di maggio 1968 il gabinetto era esclusivamente maschile. Questa bassa rappresentanza delle donne non è stata, tuttavia, specifica per la Francia: il governo della Germania Ovest non ha incluso alcuna donna in qualsiasi ufficio negli anni tra il 1949 e il 1961, e nel 1974-1975 solo 12 paesi nel mondo avevano avuto ministri di sesso femminile. Anche il governo britannico ha avuto esclusivamente ministri maschi.

### 1974-1981
Nel 1974 Valéry Giscard d'Estaing venne eletto nelle Elezioni presidenziali in Francia del 1974 e poco dopo nominò 9 donne nel suo governo tra il 1974 e il 1981: Simone Veil, la seconda donna a diventare ministro dopo Germaine Poinso-Chapuis, Françoise Giroud, nominata Segretario di Stato della condizione femminile, Hélène Dorlhac, Alice Saunier-Seite, Annie Lesur, Christiane Scrivener, Nicole Pasquier, Monique Pelletier e Hélène Missoffe.
Alla fine degli anni '70 la Francia risultò essere uno dei paesi leader nel mondo per quanto riguardava il numero di donne presenti all'interno del governo nazionale, appena dietro la Svezia. Tuttavia rimasero fortemente sottorappresentate all'Assemblea Nazionale; nel 1978 vi erano soltanto 14 deputati di sesso femminile (1,8%), mentre nel 1973 erano 22 (2,8%). Janine Alexandre-Derbay, senatrice del Partito Repubblicano avviò uno sciopero della fame per protestare contro la totale assenza delle donne nelle liste elettorali della maggioranza governativa a Parigi.
Questa nuova relativa femminilizzazione del potere era in parte spiegata dai timori da parte del governo di Giscard di trovarsi di fronte ad un nuovo Maggio francese a causa dell'influenza sempre maggiore del "Mouvement de Libération des femmes" (MLF): "Possiamo quindi spiegare la nascita del femminismo di stato dalla pressione esercitata dal movimento femminista [Féminisme de contestazione]", ha scritto la storica Christine Bard.
Anche se l'estrema sinistra rimase indifferente davanti alla femminilizzazione del potere, nel 1974 Arlette Laguiller diventò la prima donna ad essersi presentata ad un'elezione presidenziale (con il partito trotskista di lotta operaia), integrando le proposizioni femministe all'interno del suo partito. Le realizzazioni di Giscard riguardanti l'inclusione delle donne nelle sfere governative sono state qualificate da Françoise Giroud come la sua impresa più importante, mentre altre, come Evelyne Surrot, Benoîte Groult o il ministro Monique Pelletier le hanno denunciate come alibi elettorali.
L'esperta di sociologia Mariette Sineau non ha mancato di sottolineare che Giscard incluse le donne solo nei più bassi livelli della gerarchia governativa (come segretaria di stato) e le rilegava esclusivamente agli affari socio-educativi. Sette donne su diciotto tra gli anni 1936-1981 hanno ricoperto cariche legate alla gioventù e all'istruzione, mentre quattro (tra cui due ministri) ebbero uffici relativi alla salute, il che riflette una divisione di generi tradizionale.
I ministeri più importanti, come quelli delle finanze, della difesa, degli interni e degli esteri sono sempre rimasti al di fuori dalla portata delle donne. Solamente sei donne su diciotto sono state elette a suffragio universale, mentre le rimanenti sono state nominate dal presidente del consiglio. Hélène Missoffe è stata l'unica deputata ad essere nominato personalmente da Giscard.

### Dagli anni ottanta a oggi
Dopo l'elezione del candidato del Partito Socialista François Mitterrand alle Elezioni presidenziali in Francia del 1981, Yvette Roudy fece approvare nel 1983 la legge contro il sessismo.
Ministre sia di sinistra che di destra firmarono il Manifeste des 10 nel 1996 per la parità di rappresentanza delle donne in politica; a questo si è opposta la storica femminista e psicoanalista Élisabeth Roudinesco, la quale riteneva che la legislazione esistente fosse sufficiente.
La socialista Ségolène Royal è stata la prima candidata alla presidenza che riuscì a passare il primo turno alle Elezioni presidenziali in Francia del 2007 affrontando il candidato conservatore dell'Unione per un Movimento Popolare Nicolas Sarkozy. Sarkozy vinse di stretta misura, ma solo un anno dopo i sondaggi mostrarono un pentimento degli elettori nel non aver mandato Royal al Palazzo dell'Eliseo e dimostrando che lei avrebbe vinto facilmente nel 2008.
Nell'elezione per la leadership del partito socialista che ha avuto luogo il 20 novembre 2008, Royal è stata sconfitta di stretta misura al secondo turno dalla rivale Martine Aubry, anche lei una donna.

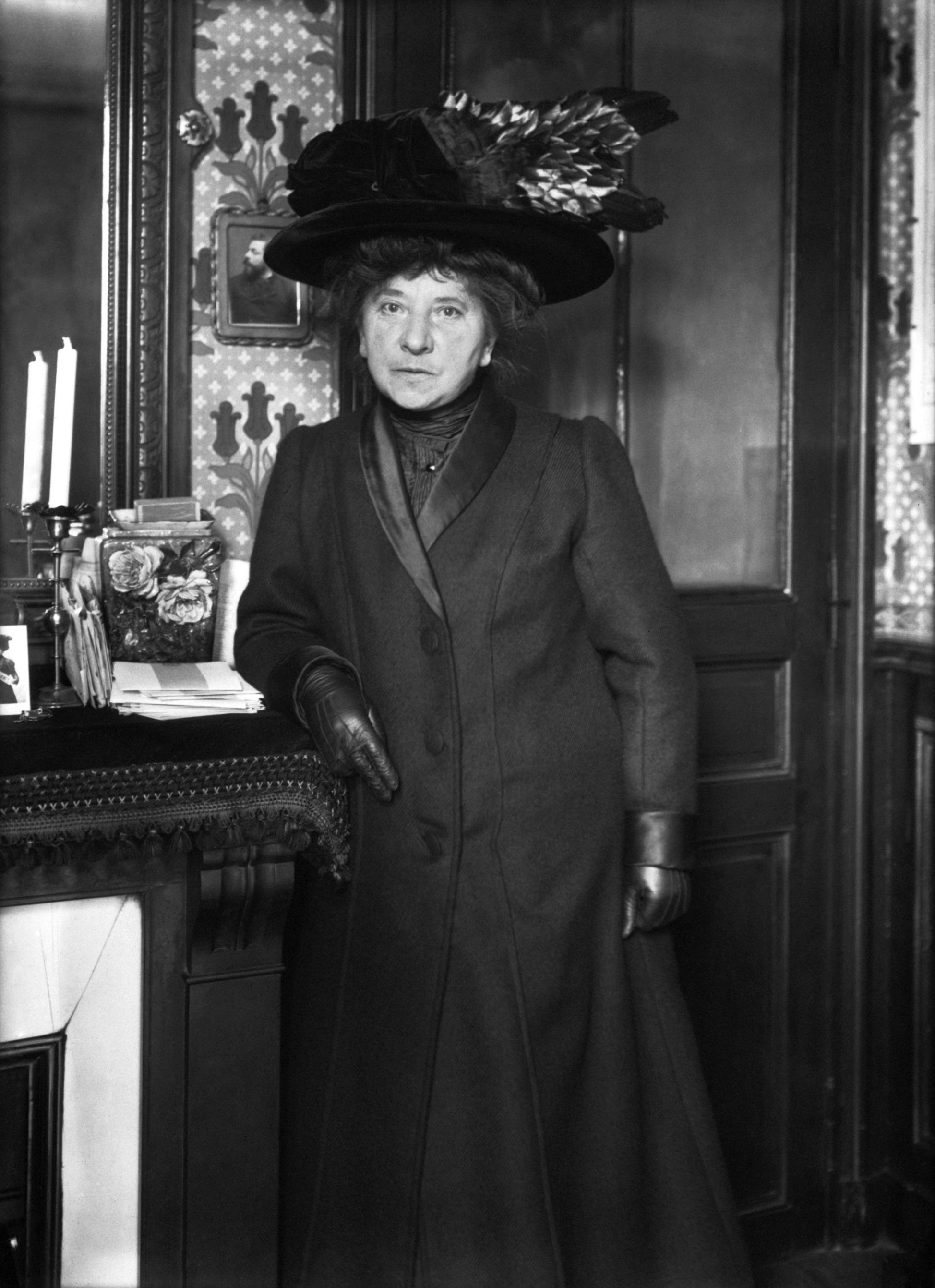
La femminista Hubertine Auclert nel 1910.